# 萊曼α發射體

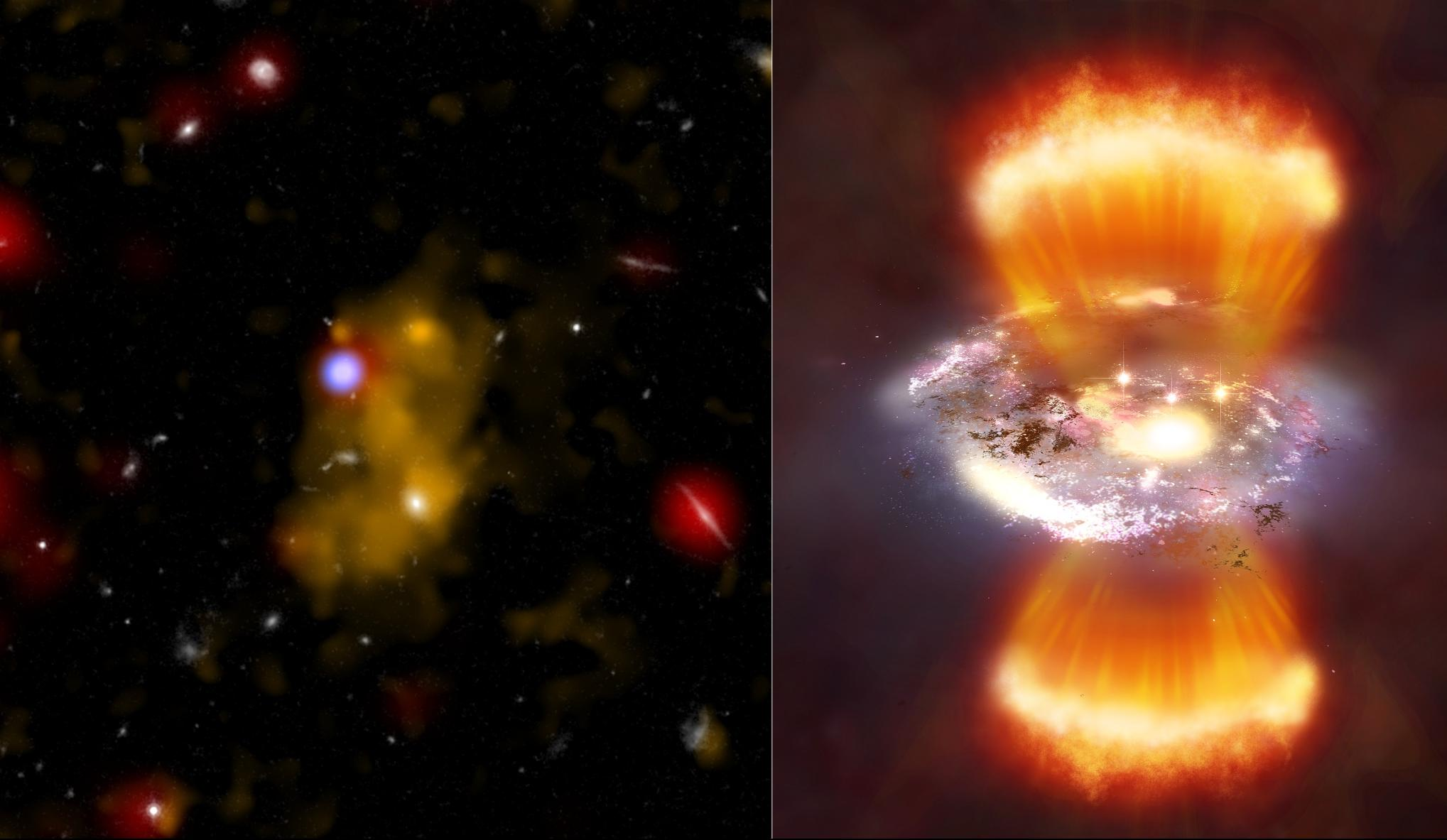
一個萊曼α發射體(左)和藝術家想像在近距離觀看可能看見的景象(右)。

萊曼α發射體（Lyman-alpha emitters，缩写为LAEs）是一種發射出萊曼α的遙遠星系。因為光的速度是有限的，而它們又是如此的遙遠，所以它們是宇宙過去歷史的一瞥。它們被認為是多數現代銀河系這種星系的始祖。因為紅移的作用，這些星系現在可以使用超越原有頻率通量的窄頻，很容易的在窄頻搜尋下找到：
{\displaystyle 1+z={\frac {\lambda }{1215.67\mathrm {\mathrm {\AA} } }}}
此處z是紅移，{\displaystyle \lambda } 是觀測到的波長，1215.67 Å 是萊曼α發射線。萊曼α線被認為是由正在形成的恆星爆炸輻射出的。在宇宙學中，對萊曼α發射體紅移的實驗觀測是很重要的
，因為它們可以追蹤暗物質暈，以及其後的物質在宇宙中的演化和分布。